# Euscarthmus
Euscarthmus (dwergtirannen) is een geslacht van zangvogels uit de familie tirannen (Tyrannidae).

## Soorten
Het geslacht kent de volgende soorten:
- Euscarthmus fulviceps  – Okerkopdwergtiran
- Euscarthmus meloryphus  – Witbuikdwergtiran
- Euscarthmus rufomarginatus  – Geelbuikdwergtiran